# Granica chorwacko-węgierska
Granica chorwacko-węgierska – granica państwowa, pomiędzy Chorwacją oraz Węgrami o długości 329 km.

## Kształtowanie się granicy
Granica powstała w 1918 po utworzeniu Królestwa Serbów, Chorwatów i Słoweńców, do którego należała także Chorwacja, wcześniej będąca częścią Węgier. Granica nie ulegała zmianom do 1941 roku, kiedy utworzono Niepodległe Państwo Chorwackie, sojusznicze wobec Niemiec, Włoch i Węgier. Węgrom przekazano część chorwackiego terytorium: Međimurje oraz chorwacką część Baranji. Po wojnie tereny te powróciły do Chorwacji, będącej ponownie częścią państwa jugosłowiańskiego. 25 czerwca 1991 Republika Chorwacji proklamowała niepodległość i granica jugosłowiańsko-węgierska od tego dnia jest ponownie granicą chorwacko-węgierską.

## Przebieg granicy
Granica zaczyna się około 5 km na wschód od miejscowości Podturen i kieruje się na południowy wschód. Po ok. 30 km w pobliżu miejscowości Legrad zaczyna biec korytem Drawy i podąża nim przez większą część swojej długości. Jedynie w okolicy Goli granica schodzi na lewy brzeg, zostawiając tę miejscowość po stronie chorwackiej. Dopiero w okolicach przejścia granicznego w miejscowości Donji Miholjac granica opuszcza rzekę Drawę i kieruje się na północny wschód. Około 5 km na wschód od Dražy i rzeki Dunaj osiąga trójstyk granic z Serbią.

## Przejścia graniczne
- Goričan-Letenye
- Gola-Berzence
- Terezino Polje-Barcs
- Donji Miholjac-Siklos
- Duboševica-Mohács